# Seznam čeških smučarjev
Seznam čeških smučarjev.

## B
- Ondřej Bank
- Ondřej Berndt

## C
- Gabriela Capová
- Olga Charvátová

## D
- Jan Dubovský
- Martina Dubovská

## F
- Filip Forejtek

## H
- Lucie Hrstková
- Zazie Huml

## J
- Adriana Jelinková

## K
- Lenka Kebrlová
- Pavla Klicnarová
- Tomáš Klinský
- Tereza Kmochová
- Adam Kotzmann
- Tomáš Kraus
- Klára Křížová
- Kryštof Krýzl
- Eva Kurfürstová

## L
- Ester Ledecká
- Stanislav Loska

## M
- Dana Marková

## N
- Tereza Nová

## P
- Kateřina Pauláthová
- Daniel Paulus

## S
- Elese Sommerová
- Šárka Strachová

## T
- Filip Trejbal

## V
- Aleš Valenta
- Martin Vráblik

## W
- Michael Waligora
- Hilda Walterová

## Z
- Jan Zabystran
- Petr Záhrobský
- Petra Zakourilová
- Bohumír Zeman